# Ventridens intertextus
Ventridens intertextus är en snäckart som först beskrevs av A. Binney 1841.  Ventridens intertextus ingår i släktet Ventridens och familjen Zonitidae. Inga underarter finns listade i Catalogue of Life.